# Coublucq
Coublucq (wym. [kublyk]) – miejscowość i gmina we Francji, w regionie Nowa Akwitania, w departamencie Pireneje Atlantyckie.
Według danych na rok 1990 gminę zamieszkiwało 96 osób, a gęstość zaludnienia wynosiła 17 osób/km² (wśród 2290 gmin Akwitanii Coublucq plasuje się na 1080. miejscu pod względem liczby ludności, natomiast pod względem powierzchni na miejscu 1385.).